# Antonios Kriezis
Antonios Kriezis (en griego: Αντώνιος Κριεζής) (1796 - 1865). Soldado durante la guerra de independencia de Grecia de 1821 y más tarde llegó a ser primer ministro de Grecia.
Kriezis nació en Troizina en 1796, era descendiente de una familia de la isla de Hidra. En julio de 1821, sirvió en la marina griega y participó en la batalla naval de Samos, a bordo del acorazado Spetses. En 1825, junto con Konstantinos Kanaris, prendió fuego a un barco egipcio en el puerto de Alejandría. En 1828, Ioannis Kapodistria degradó al comandante del escuadrón de marina y Kriezis se apodera de Vonitsa en manos de los turcos en 1829.
En 1836, Otto de Grecia le convierte en Ministro de Marina y a partir de agosto de 1841 sirve como primer ministro (sin constitución por aquel entonces, el primer ministro real era Otto de Grecia), cargo que mantiene hasta la revolución del 3 de septiembre de 1843. Krieiza sirvió como primer ministro de Grecia entre el 24 de diciembre de 1849 hasta el 28 de mayo de 1854, fue precedido y sucedido por Konstantinos Kanaris.
Murió en Atenas en 1865.